# Numicia insignis
Numicia insignis är en insektsart som först beskrevs av William Lucas Distant 1910.  Numicia insignis ingår i släktet Numicia och familjen Tropiduchidae. Inga underarter finns listade i Catalogue of Life.